# Synargis orestessa
Synargis orestessa is een vlindersoort uit de familie van de prachtvlinders (Riodinidae), onderfamilie Riodininae.
Synargis orestessa werd in 1819 beschreven door Hübner.